# Prendeignes
Prendeignes è un comune francese di 220 abitanti situato nel dipartimento del Lot nella regione dell'Occitania.

## Società

### Evoluzione demografica
Abitanti censiti